# Yamacraw
Los yamacraw fueron una pequeña tribu india que existió de forma breve durante el siglo XVIII. Su territorio se encontraba cerca de la ciudad de Savannah, en el actual estado de Georgia (Estados Unidos de América).

## Orígenes
Hacia 1715 los indios yamasee de Florida y Georgia se habían endeudado con comerciantes británicos asentados en Carolina del Sur. Al no haber acuerdo para el pago de la deuda (que usualmente se producía en pieles animales) los comerciantes trataron de cobrarla en forma de esclavos indios. Los yamasee se negaron a entregar a los suyos y mataron a los comerciantes. Como resultado, los británicos declararon la guerra a los yamasee y éstos a su vez llamaron en su ayuda a sus parientes lejanos, los creek, dando lugar a la Guerra Yamasee de 1715-1717. 
Tras una dura lucha, los británicos y sus aliados cheroquis se impusieron y los creek aceptaron la paz a cambio de amplias concesiones comerciales a los británicos. Los yamasee vieron en esto una traición y optaron por aliarse con los españoles asentados en la Florida. Ante este hecho, que suponía la guerra entre pueblos hermanos y el fin de facto de la independencia de los nativos en la zona, algunos creek y yamasee decidieron abandonar sus respectivas tribus y en 1728 se fusionaron en una nueva, la de los yamacraw, liderados por el guerrero Tomochichi.

## Tomochichi y Toonahowi

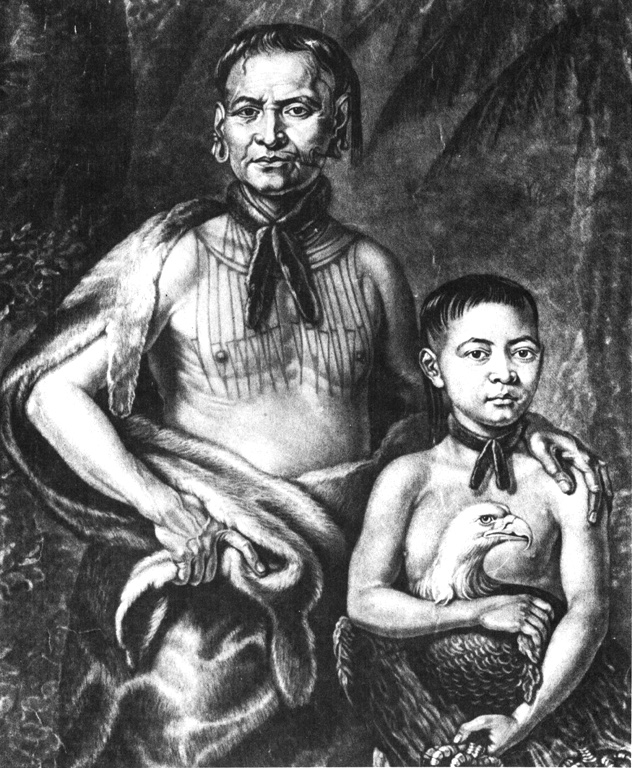
Tomochichi junto con su sobrino Toonahowi, retratados por John Faber Jr. en 1734 o 1735.

Los yamacraw se asentaron en la desembocadura del río Savannah, un territorio hasta entonces vacío pero de significancia espiritual para los pueblos muskogi. Allí formaron un poblado que prosperó hasta el año 1733, cuando nuevos colonos británicos arribaron a la zona bajo la dirección del gobernador James Edward Oglethorpe. Contra lo que pudiera parecer, Tomochichi y Oglethorpe se hicieron amigos y el primero accedió a trasladar su poblado río arriba, dejando la desembocadura a los británicos, quienes fundarían entonces la ciudad de Savannah. A cambio, Oglethorpe medió entre los yamacraw y los creek para que se les reconociesen sus nuevas tierras y solucionó otros conflictos pasados entre ellos. En 1734 Tomochichi viajó a Inglaterra, donde conoció al rey Jorge II de Gran Bretaña y fue reconocido como príncipe y aliado. Regresó a América y murió en 1739, siendo enterrado con honores por la ya colonia de Georgia, y fue sucedido por su sobrino Toonahowi.
Ese mismo año estalló la Guerra del Asiento entre España y Gran Bretaña. Toonahowi hizo honor a la alianza firmada por su tío con los británicos y se unió a las fuerzas de Oglethorpe en la fallida invasión británica de la Florida. En 1742 peleó contra los españoles en la Batalla del Pantano Sangriento, al sur de Georgia, y resultó herido. Murió en 1743.
Los yamacraw desaparecieron de la Historia poco tiempo después, probablemente (re)absorbidos en el seno de la tribu creek.